# 아무말도 하지마요
아무말도 하지마요는 써니힐의 디지털 싱글앨범이다 2014년 1월 22일 뮤직비디오 티저를 공개 24일 정식 발매되었다

## 특징
- 힙합리듬과 클래식한 기법 어우러진 하이브리드 발라드 곡이다
- 써니힐 멤버 장현이 공동프로듀싱으로 참여하였다
- 써니힐 멤버 장현은 이번 앨범을 끝으로 작곡가로 전향, 써니힐에서 탈퇴한다[3]

## 트랙리스트

### 아무말도 하지마요
| #  | 제목                        | 작사     | 작곡    | 편곡 | 재생 시간 |
| -- | --------------------------- | -------- | ------- | ---- | --------- |
| 1. | 〈아무말도 하지마요〉       | KZ.D'Day | KZ.장현 | 4:06 |           |
| 2. | 〈아무말도 하지마요(Inst)〉 |          | KZ.장현 | 4:06 |           |

## Yutube 영상
- 써니힐 - 아무말도 하지마요 MV